# Антигерой
Антигеро́й — архетиповий персонаж, протилежність ідеального героя. У художніх творах антигерой позбавлений традиційних героїчних рис або володіє негативними рисами, при цьому займаючи в творі місце протагоніста.
Під антигероєм може розумітися рядова, знеособлена, слабка людина, або ж навпаки, видатна, але цинічна особа, яка позбавлена моральних норм і свідомо творить зло.

## Історія поняття
Героєм міфів багатьох народів світу є трикстер — шахрай, якому притаманні ірраціональність, асоціальна поведінка, антиестетизм. Також він є героєм казок, літературних творів. Прикладами трикстера можуть слугувати Локі, Панург, Ходжа Насреддін.
У Новий час у літературі з'явилися герої, перед якими стоять різні моральні проблеми і життєві труднощі, які персонажам доводиться долати, здійснюючи низькі чи ризиковані вчинки.
Прикладом романтичного антигероя є байронічний герой, наділений безліччю недоліків, але все ж симпатичний читачеві. Антигероєм пізнішої епохи стала «зайва людина», що стоїть у центрі оповіді, але якості якої суперечать загальновизнаним чи схвалюваним. Наприклад, Євгеній Онєгін, і «маленька людина», наприклад, Акакій Акакійович.
В епоху реалізму Бальзак і Стендаль створили новий тип антигероя — кар'єриста, що рветься до влади. Так, Растіньяк і Сорель зберегли активну життєву позицію, але переслідували корисливі цілі.
Антигерой XX століття як правило належить до «втраченого покоління», розчарованого в моральних принципах минулого, травмованого лихами війни.
У супергеройських коміксах головним героєм також може виступати антигерой, котрий вершить справедливість, але робить це з корисливих мотивів (Дедпул) чи будучи зверхнім і жорстоким (Суддя Дредд).

## Антилиходій
Схожий і водночас протилежний антигерою тип персонажа — антилиходій, тобто лиходій, наділений позитивними якостями, як то благородство, відвага, моральний кодекс, милосердя, тощо. Як і антигерой, антилиходій відноситься до так званих «сірих» персонажів, що поєднують в собі добрі та злі якості, але при цьому він грає негативну роль у творі і виступає антагоністом головним героям у сюжеті. 
До антилиходіїв відносять Роя Беті з фільму «Той, хто біжить по лезу» мотиви дій якого глядач може зрозуміти, Джон Крамер з серії фільмів «Пила», який влаштовує смертельні пастки людям щоб ті навчились цінувати життя та лорд Катлер Бекет з серії фільмів «Пірати Карибського моря», який полює на піратів, виконуючи службовий обов'язок.